# القمة الخليجية 2005 (أبو ظبي)
قمة مجلس التعاون الخليجي 2005 أو القمة الخليجية 26 أو قمة الملك فهد هي قمة قادة دول مجلس التعاون الخليجي عقدت في يوم الاثنين 19 ديسمبر 2005 بمدينة أبوظبي عاصمة دولة الإمارات العربية المتحدة برئاسة صاحب السمو الشيخ خليفة بن زايد آل نهيان رئيس دولة الإمارات العربية المتحدة.  

## المشاركون

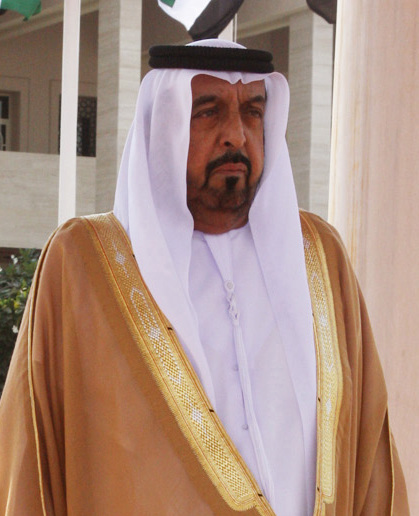
دولة الإمارات العربية المتحدة صاحب السمو الشيخ خليفة بن زايد آل نهيان رئيس دولة الإمارات العربية المتحدة (رئيس الإجتماع)
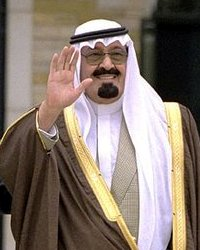
المملكة العربية السعودية خادم الحرمين الشريفين الملك عبدالله بن عبدالعزيز آل سعود ملك المملكة العربية السعودية
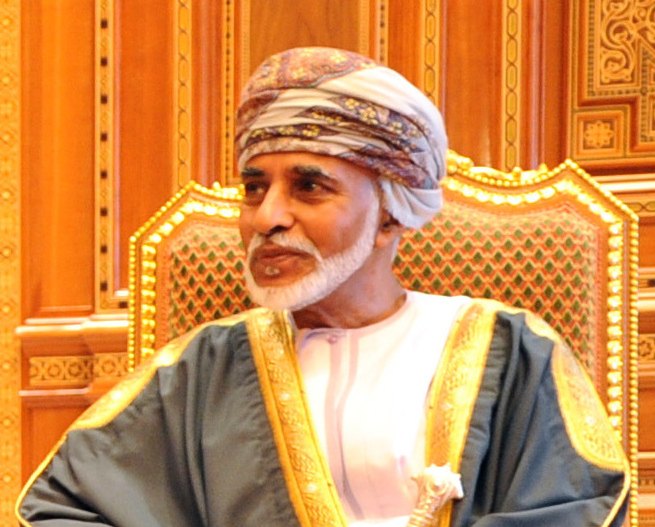
سلطنة عمان صاحب الجلالة السلطان قابوس بن سعيد آل سعيد سلطان عمان
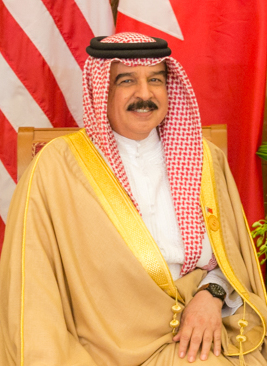
مملكة البحرين صاحب الجلالة الملك حمد بن عيسى آل خليفة ملك مملكة البحرين
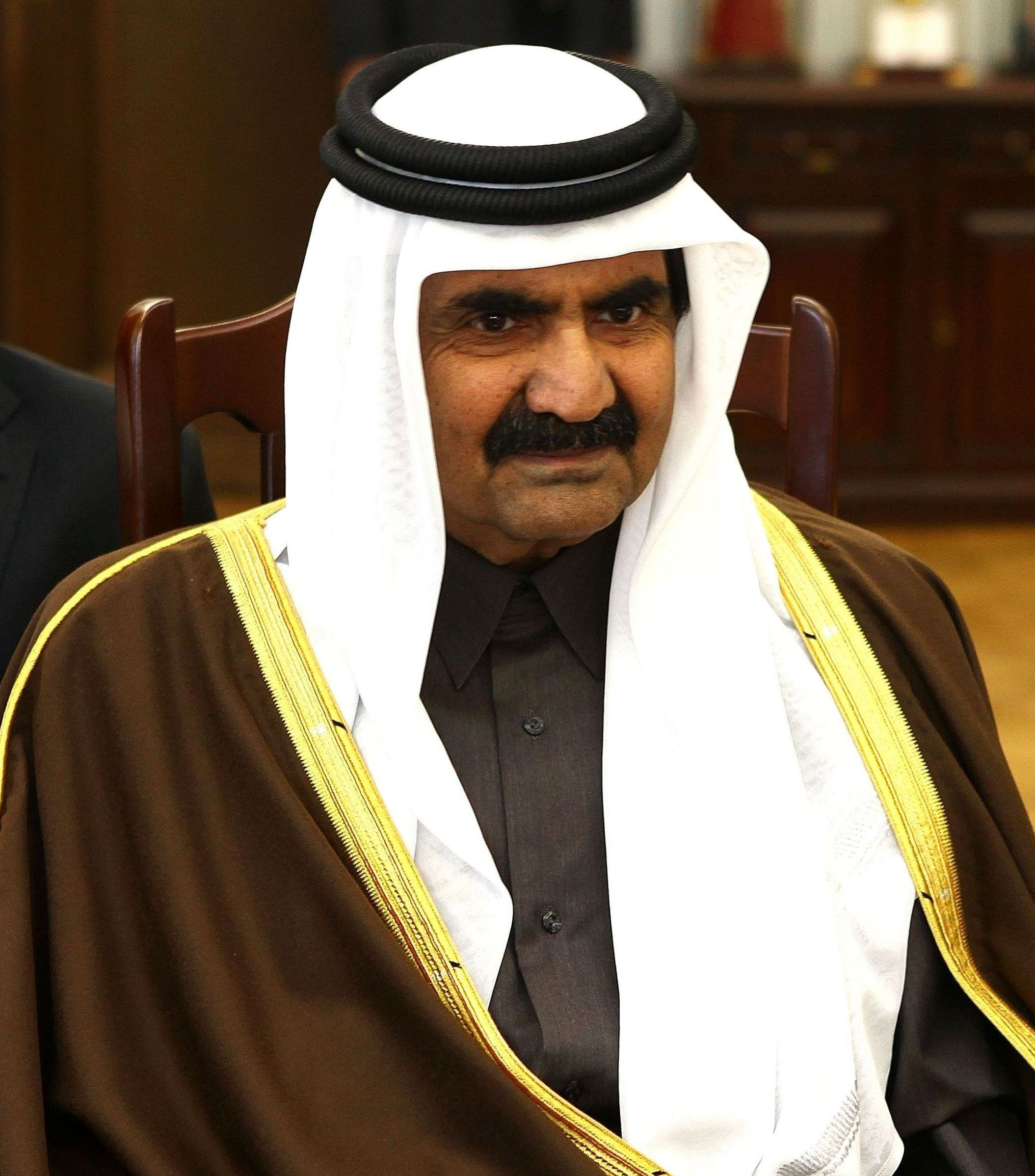
دولة قطر صاحب السمو الشيخ حمد بن خليفة آل ثاني أمير دولة قطر
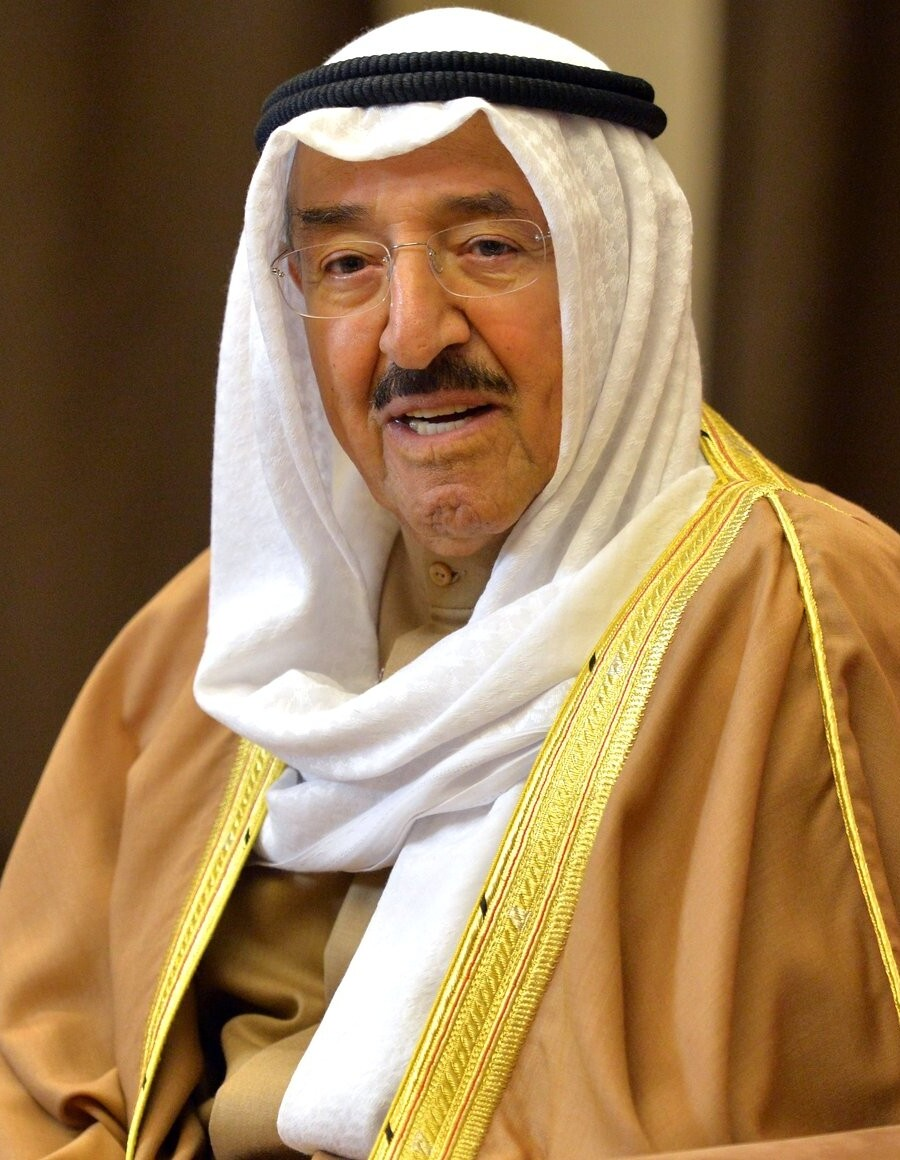
دولة الكويت سمو الشيخ صباح الأحمد الجابر الصباح رئيس مجلس الوزراء
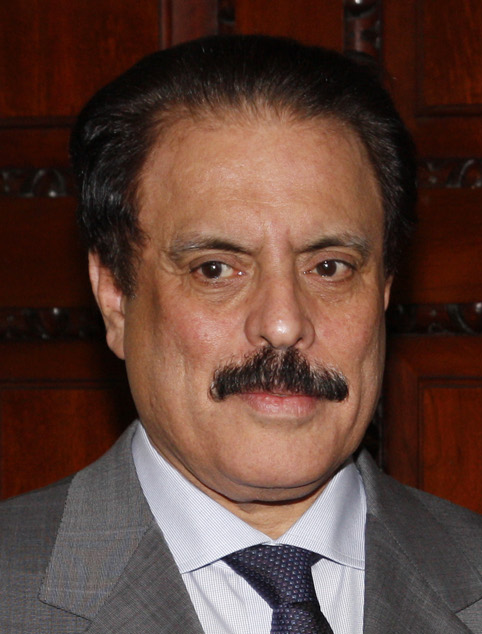
الأمانة العامة لمجلس التعاون الخليجي معالي السيد عبدالرحمن بن حمد العطية أمين عام مجلس التعاون لدول الخليج العربية